# Gęsiówka alpejska
Gęsiówka alpejska (Arabis alpina L.) – gatunek rośliny należący do rodziny kapustowatych. 

## Rozmieszczenie geograficzne
Gatunek głównie arktyczno-alpejski. Występuje w północnych regionach Ameryki Północnej (prowincje Quebec i Northwest Territory w Kanadzie), na Grenlandii, w górach Europy, tundrze Półwyspu Skandynawskiego, na obszarach Azji o klimacie umiarkowanym(przez Azję Mniejszą, Kaukaz po Himalaje. Zanotowano występowanie także w Algierii i Maroku w Afryce Północnej. W Polsce występuje w Tatrach i na Babiej Górze, przy czym dolinami rzecznymi dochodzi do pasma Policy i Pienin, a także w Karkonoszach. W Tatrach jest częsty. Jest uprawiana jako roślina ozdobna.

## Morfologia
PokrójTworzy luźne darnie. Gatunek bardzo zmienny pod względem kształtu liści, wielkości kwiatów czy owoców.
ŁodygaPosiada liczne rozłogi, zakończone różyczkami liści. Pędy kwiatowe wysokości do 30 cm. Jest przeważnie gwiazdkowato owłosiona, czasami tylko naga. Oprócz pędów kwiatowych tworzy także pędy płonne
LiścieJajowate lub sercowate, brzeg blaszki liściowej grubo ząbkowany (ząbki ostro zakończone). Dolne liście są zaostrzone. Liście łodygowe mają uszaste, wąsko oskrzydlone nasady.
KwiatyBiałe, zebrane w gęste grona. 4 jajowate i rozwarte płatki korony o długości 7–11 mm. Na szypułkach kwiatowych gwiazdkowate włosy wyrastające na trzoneczkach o długości ok. dwukrotnie mniejszej od ich grubości.
OwocLuźno osadzona i odstająca łuszczyna o długości 3–5 cm. Łuszczyna jest spłaszczona z płaskimi klapami i słabo widocznym środkowym nerwem. Nasiona oskrzydlone bardzo wąską błoną.

## Biologia i ekologia
Bylina, oreofit, chamefit. Rośnie na wilgotnych i skalistych miejscach; na wilgotnych skałach i piargach, nad potokami. Spotkać ją można zarówno na granitowym, jak i wapiennym podłożu. W Tatrach występuje od podnóża niemal po najwyższe szczyty. Kwitnie od maja do sierpnia. W klasyfikacji zbiorowisk roślinnych gatunek charakterystyczny dla O. Thlaspietalia rotundifolii. Liczba chromosomów 2n = 16.
Zmienność
Występuje w dwóch podgatunkach:
- Arabis alpina L. subsp. alpina
- Arabis alpina L. subsp. caucasica (Willd.) Briq. Przez niektórych botaników jest uważany za odrębny gatunek – gęsiówkę kaukaską (Arabis caucasica Willd.)

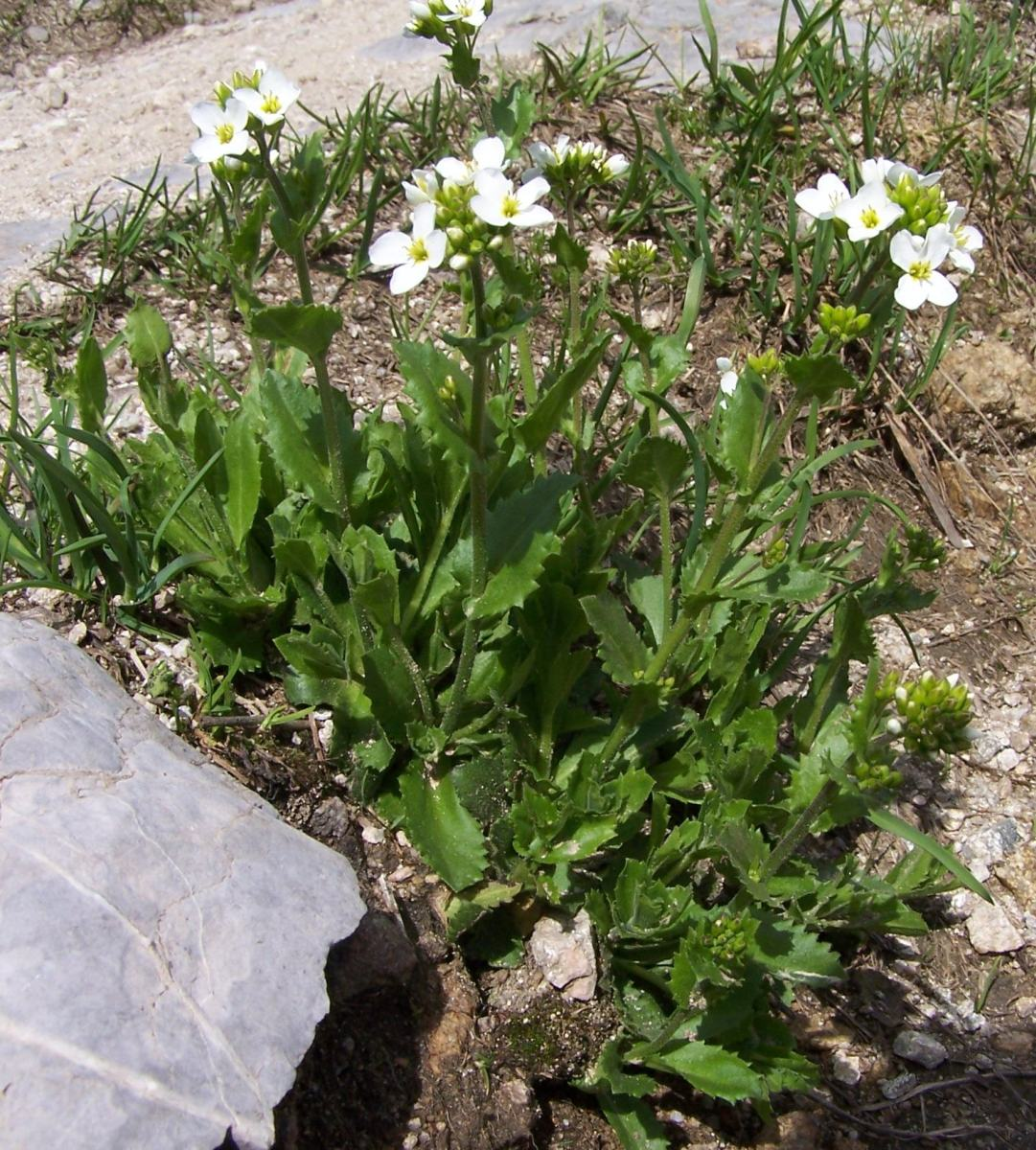
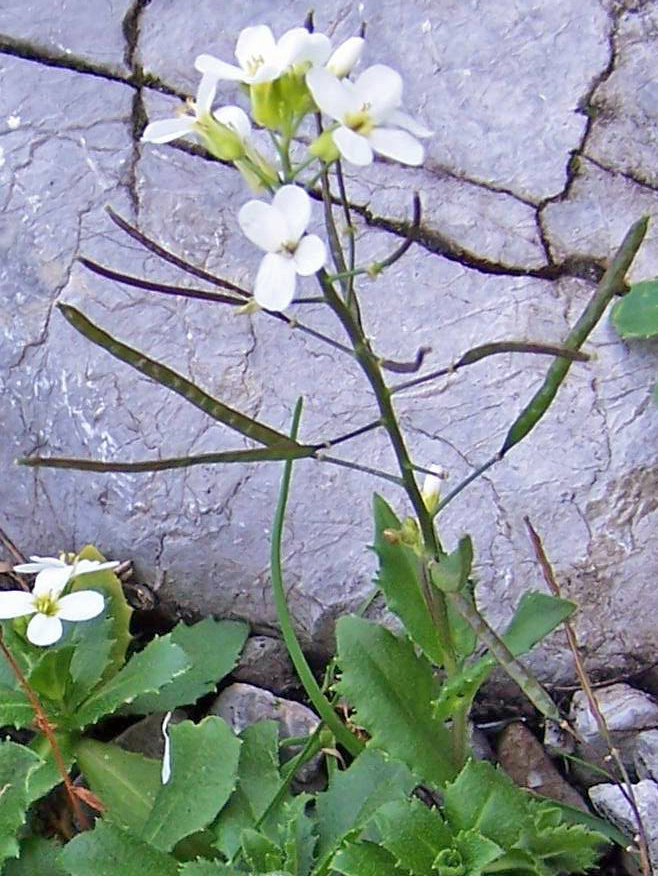
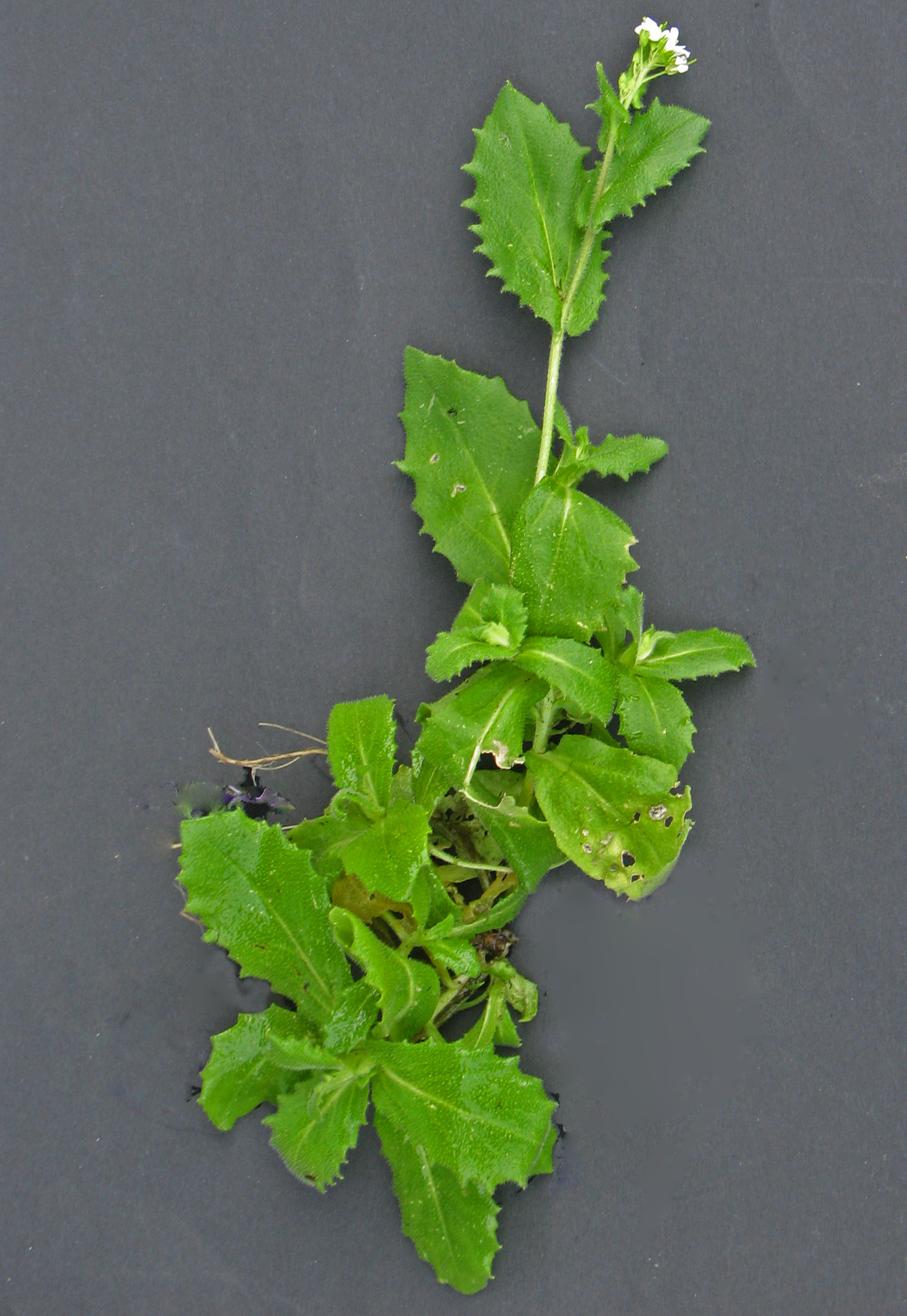
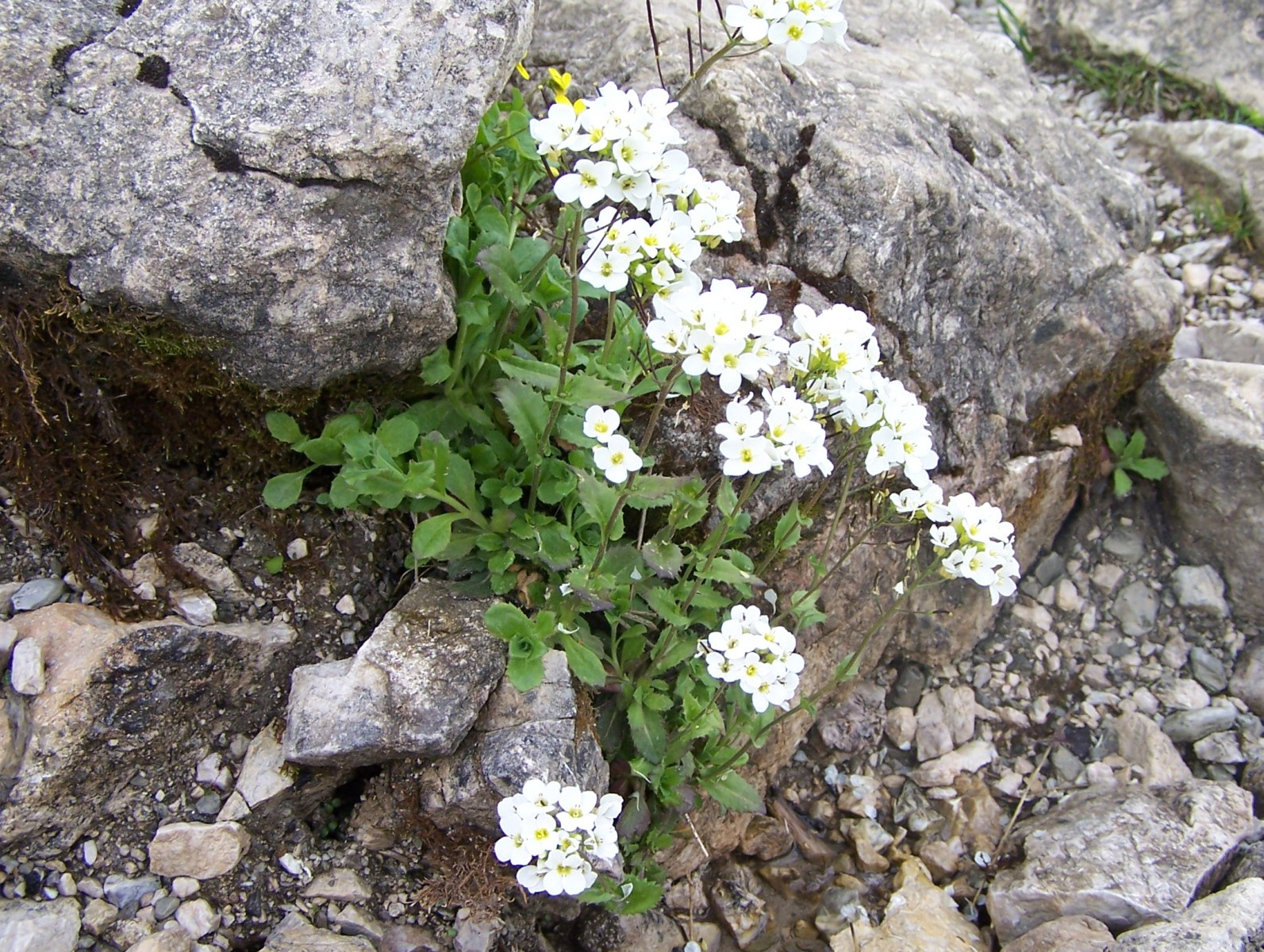
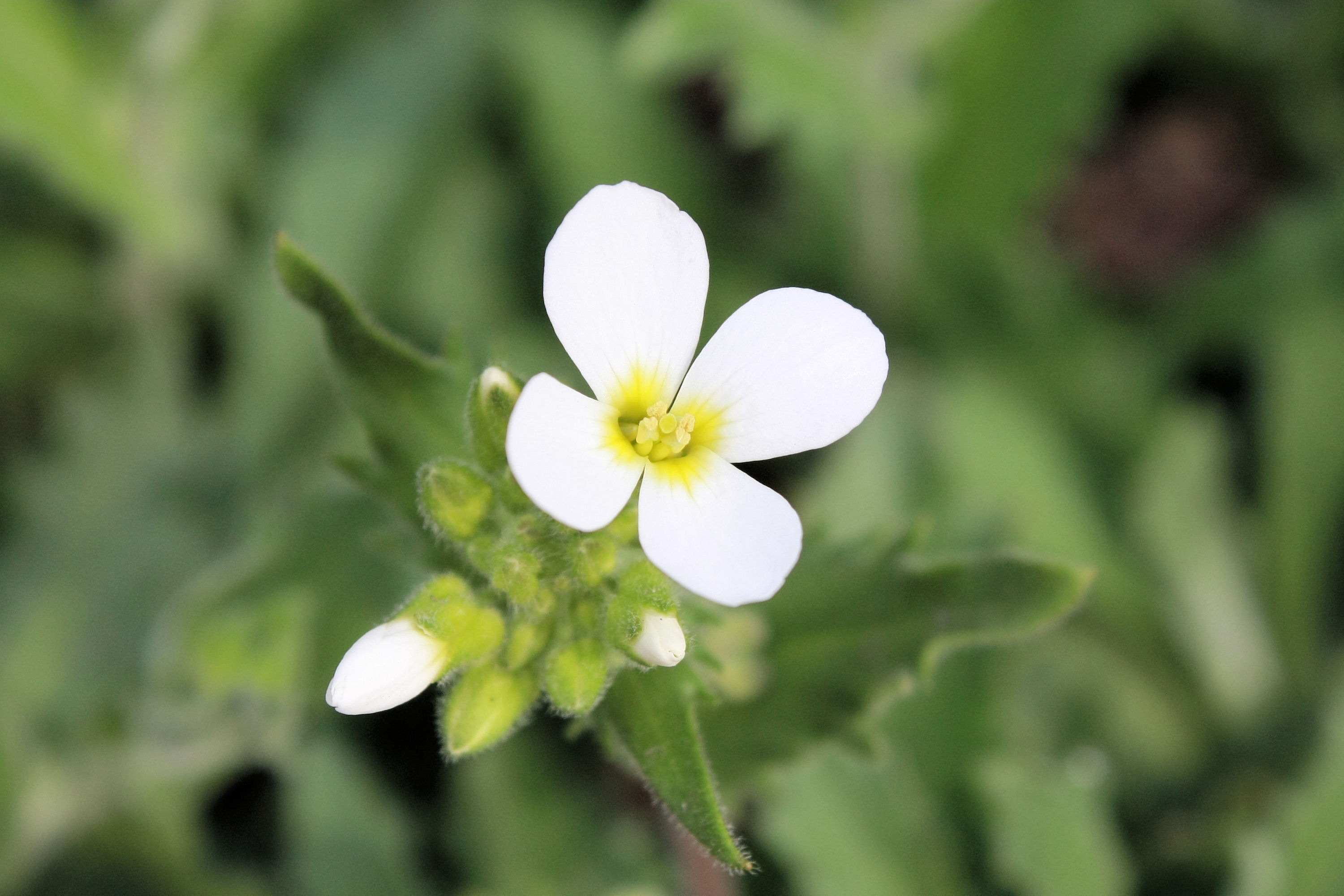

## Zastosowanie
Roślina ozdobna – uprawiana na rabatach i w ogródkach skalnych. Równie dobrze nadaje się do obsadzania murków i na obwódki. Wymaga słonecznego stanowiska. Uprawiana jest z nasion lub sadzonek. W uprawie kwitnie w miesiącach kwiecień-maj następnego roku od wysiewu nasion.